# GINA Software
GINA Software je česká softwarová firma, která vznikla v Jihomoravském inovačním centru v Brně.
Softwarová mapová technologie pro počítače, tablety a mobilní zařízení, která svým uživatelům umožňuje navigaci v obtížném terénu, koordinaci týmů a výměnu informací. GINA je využívána humanitárními organizacemi a integrovanými záchrannými systémy, případně hasiči, záchrannými službami a dalšími bezpečnostními složkami. 
Prvního testu v praxi se dočkala už v roce 2010 při odstraňování následků zemětřesení na Haiti. Od té doby se uplatnila při řešení tsunami v Japonsku, nebo konfliktů v Sýrii, Iráku, Libyi, Afghánistánu i mnoha afrických zemích. GINA je také oficiálním dodavatelem Mírových sil OSN.
K jejím hlavním produktům patří mapový software pro krizové řízení a bezpečnostní služby GINA (Geographic information assistant).

## Historie

### Počátky GINA Software
Kořeny společnosti sahají do roku 2010, kdy Zbyněk Poulíček a Boris Procházka, tehdy vývojáři a studenti, hledali způsob, jak technologiemi pomoci lidem v krizových situacích.  V reakci na ničivé zemětřesení na Haiti se podíleli na vývoji první verze systému GINA (Geographic INformation Assistant), určeného ke koordinaci záchranářů přímo v terénu. Tehdejší verze představovala jednoduchou digitální mapu, která uživatelům umožňovala sdílet svou polohu v reálném čase. Tento přístup zásadně zefektivnil komunikaci mezi týmy v prostředí s omezenou infrastrukturou. Díky úspěšnému nasazení v rámci humanitární pomoci po zemětřesení na Haiti byl produkt v roce 2011 využit pracovníky delegace Evropské unie, kteří jej adaptovali pro mapování výskytu cholery v postižené oblasti. 
Na základě úspěchů z těchto humanitárních misí byl systém dále rozvíjen ve spolupráci s neziskovými organizacemi a prvními záchranáři. Postupně vznikl software pro správu incidentů a situační přehled, přizpůsobený potřebám terénních týmů i operátorů v zázemí. Produkt nesl název GINA jako zkratku pro Geographic INformation Assistant a stal se základem pro další vývoj technologií zaměřených na krizové řízení a koordinaci.

### Mezinárodní nasazení a spolupráce
Od svého vzniku GINA Software spolupracovala s řadou mezinárodních organizací a institucí. Její systémy byly nasazeny například u organizací jako Český červený kříž, Save The Children nebo Rozvojový program OSN (UNDP).  Společnost také dodává své řešení Evropské kosmické agentuře (ESA). GINA Software taktéž spolupracuje se společnostmi jako je Garmin, Sygic, Milestone, Teltonika a Taiit communication. 

## Produkty
Smart CAD
Hlavní produkt společnosti je Smart CAD , což je pokročilá webová platforma pro dispečink a koordinaci, navržená speciálně pro sektory krizového řízení a bezpečnosti. Platforma umožňuje operátorům, dispečerům a záchranným jednotkám zvyšovat efektivitu zásahů. 
Hlavní funkce:
- Řízení incidentů - Jednoduché vytváření incidentů a jejich následné úpravy.
- Příjem hovorů - Efektivní příjem hovorů a upozornění z IoT zařízení.
- Vysílání jednotek - Výběr a nasazení jednotek pomocí předem vytvořených plánů a umělé inteligence.
- Komunikace s jednotkami - Možnost posílání zpráv a sdílení multimédií a video streamů.
- Analytický panel - Datový přehled o aktuálním dění a statistikách.
- Reporting - Podrobný záznam incidentů zajišťující všechna potřebná data pro následnou evaluaci zásahů.

Tactical AVL
Tactical AVL (Automatic Vehicle Location), dříve nazývaný GINA Central, je software navržený tak aby zajišťoval vyšší úroveň operačního povědomí a umožnil efektivní rozhodování během krizových situací pomocí pokročilých funkcí geografického informačního systému. 
Hlavní funkce:
- Sledovaní polohy - Možnost sledování pohybu jednotek, vozidel a zařízení v reálném čase.
- Systém výstrah - Automatické upozornění pomocí senzorů na vyskytující se rizika.
- Integrace sensorů - Integrace a monitorování senzorů jako jsou požární hlásiče a další zařízení.
- Interaktivní časová osa - Historický záznam všech událostí a pohybů jednotek v časové ose.
- Živé video přenosy - Integrace kamerových systémů pro přenos obrazu přímo z místa zásahu.

GINA TABLET
Aplikace pro výjezdová vozidla navržená speciálně pro hasiče, zdravotnické záchranné služby a další bezpečnostní složky. Lze ji snadno integrovat s libovolným operačním či dispečerským systémem a poskytuje všem zasahujícím jednotkám klíčové informace pro efektivní řízení a koordinaci zásahů. 
Hlavní funkce:
- Informace o události - Zobrazení naléhavosti, adresy a dalších informací na stránce události.
- Společný operační obraz - Zobrazení spolupracujících jednotek a dalších bodů v mapě.
- Jednoduchá komunikace - Komunikace s dispečinkem a jednotkami včetně sdílení multimédií.
- Navigace pro složky IZS - Nouzová navigace přímo v aplikaci pro rychlý a bezpečný dojezd.
- Archiv - Přehledné záznamy o události pro zpětnou analýzu průběhu incidentu.
- Databáze - Přístup k metodikám, postupům a databázím jako je HAZMAT.

GINA Mobile
GINA Mobile je aplikace která zlepšuje koordinaci mezi jednotkami v terénu. Díky zabezpečené týmové komunikaci mohou zasahující jednotky zůstat snadno ve spojení a efektivně řešit mimořádné situace. Mapové podklady a taktická kresba přímo na mapě pomáhají jednotkám s orientací, spoluprací a udržením přehledu i v dynamických situacích. 
Hlavní funkce:
- Informace o události - Zobrazení naléhavosti, adresy a dalších informací na stránce události.
- Přenos a streamování multimédií - Komunikace s dispečinkem a jednotkami včetně sdílení multimédií.
- Push-to-talk komunikace - Okamžitá hlasová komunikace se spolupracujícím týmem a dispečinkem.

## Ocenění
Společnost si během svého působení získala řadu prestižních ocenění, která potvrzují její inovativnost a pozitivní dopad na společnost. Mezi nejvýznamnější z nich patří:
- SDGs AWARD WINNER 2019 - cena pro Absolutního vítěze ročníku 2019.[11]
- Deloitte FAST50 2018 - zvláštní uznání v kategorii firem s významným společenským dopadem Social Impact Award.[12]
- Galileo 2012 - regionální vítěz soutěže v oboru vesmírných evropských technologií.

- Imagine cup 2010 - vítěz studentské soutěže v technologické oblasti. [13]